# Matsumuraeses medogensis
Matsumuraeses medogensis es una especie de polilla del género Matsumuraeses, tribu Grapholitini, subfamilia Olethreutinae. Fue descrita científicamente por Lv & Li en 2007.

## Distribución
Se distribuye por Asia: China.